# Nevele

Nevele é um município belga da província de Flandres Oriental. O município é constituído pelas vilas de  Hansbeke, Landegem, Merendree, Nevele,  Poesele e Vosselare. Em 1 de Janeiro de 2006, o município tinha uma população de  11.217 habitante, uma área total de 51,89 km² correspondendo a uma densidade populacional de   216 habitantes por km².

## Deelgemeenten
O município encontra-se para efeitos meramente estatísticos dividido em seis deelgemeenten: Nevele, Hansbeke, Merendree, Landegem, Poesele e Vosselare.

### Mapa do município

Mapa do município de Nevele e localidades vizinhas, as áreas amareladas são urbanas.

### Tabela
| #   | Nome      | Superfície | População |
| --- | --------- | ---------- | --------- |
| I   | Nevele    | 13,86      |           |
| II  | Hansbeke  | 9,83       |           |
| III | Merendree | 10,94      |           |
| IV  | Landegem  | 8,48       |           |
| V   | Poesele   | 2,52       |           |
| VI  | Vosselare | 6,27       |           |

## Evolução demográfica
- Fonte:NIS - Opm:1806 t/m 1970: População em 31 Dezembro; Censo 1977= Habitantes em 1 de Janeiro
- 1977: Anexação das vilas de  Hansbeke, Landegem, Merendree, Poesele en Vosselare (+38,03 km² e 7.835 habitantes)

## Habitantes famosos
- Cyriel Buysse, escritora.
- Rosalie Loveling e Virginie Loveling, escritoras.